# Theater am Kurfürstendamm

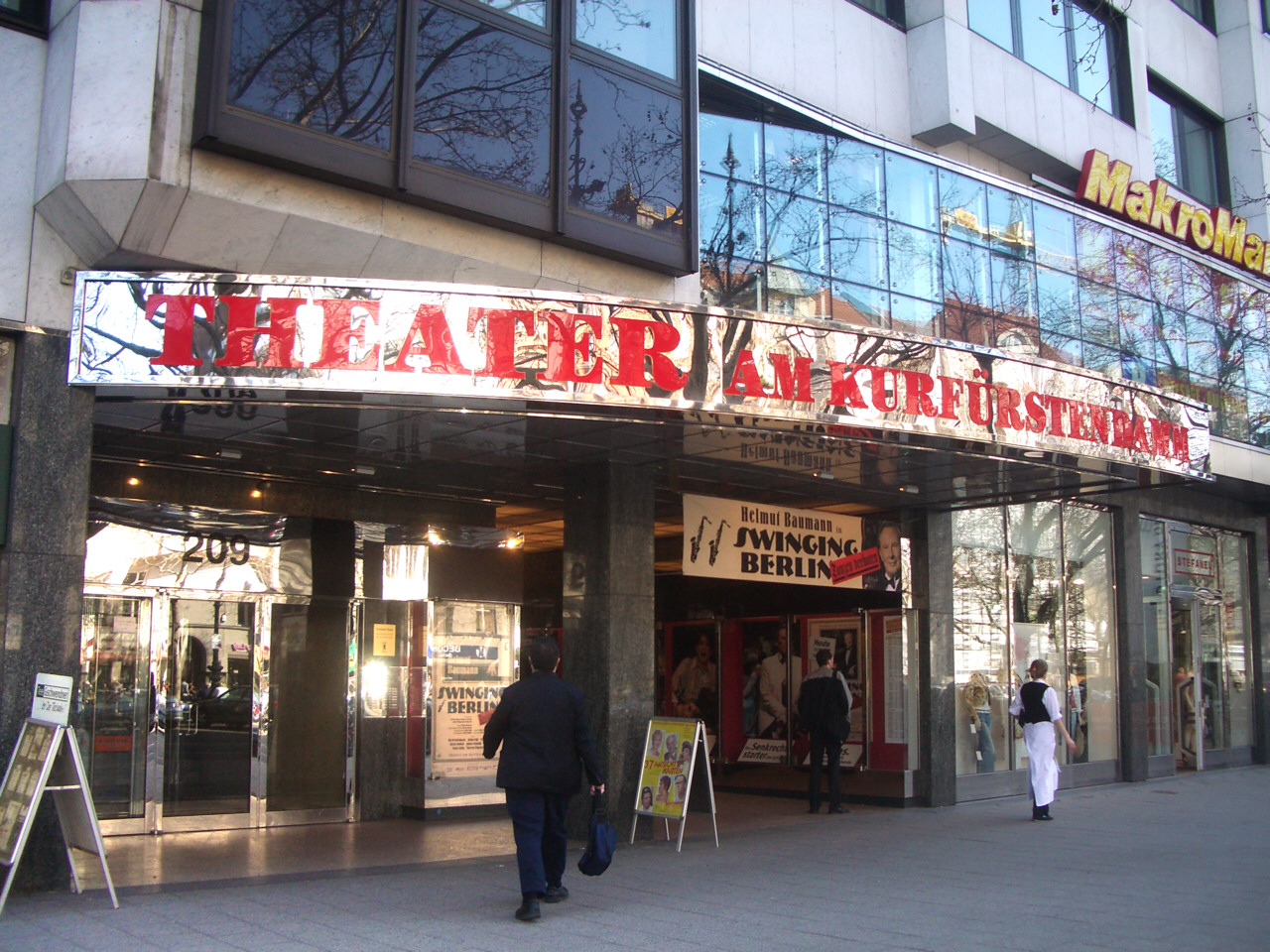
Le Theater am Kurfürstendamm à Berlin.

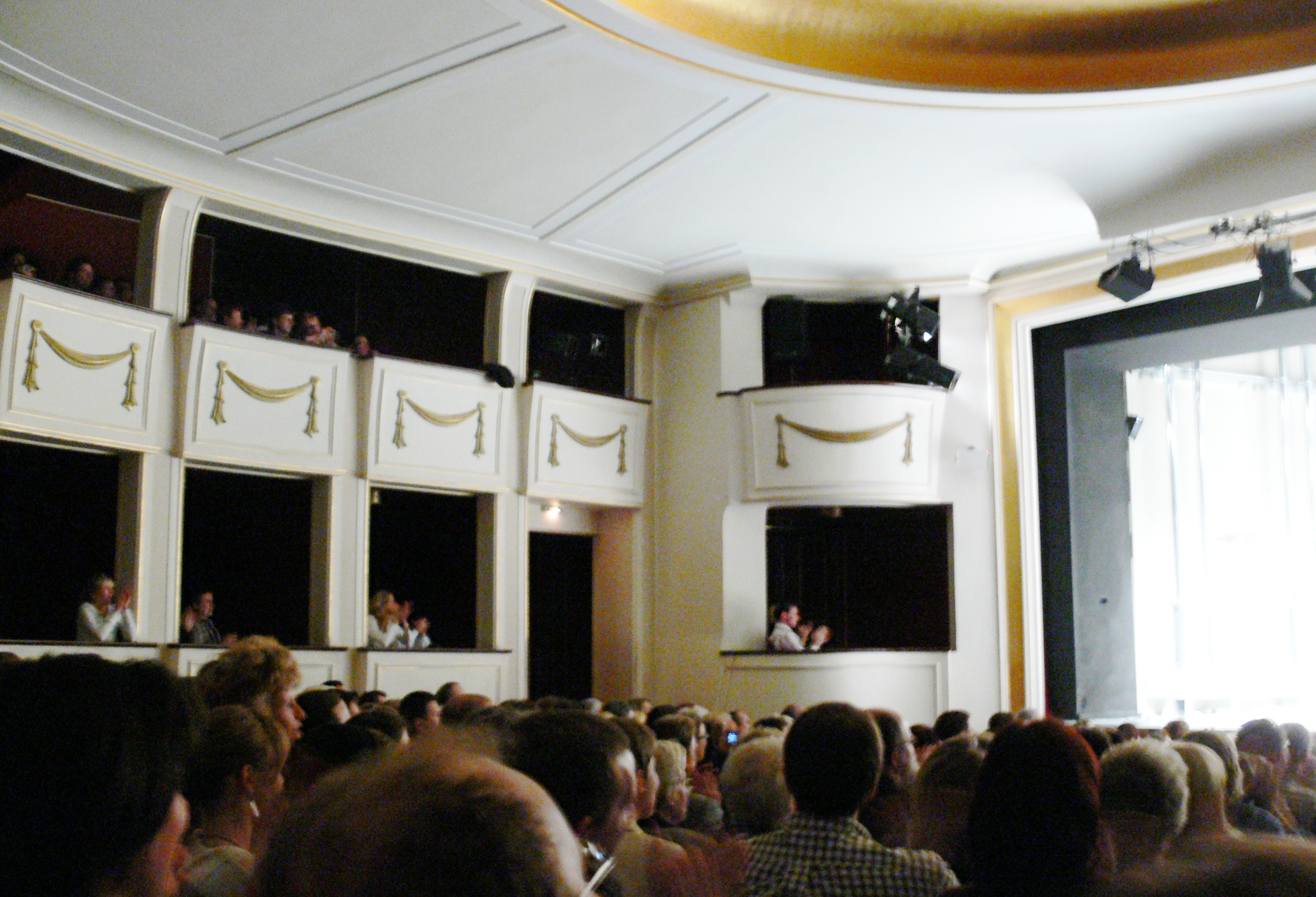
Intérieur du Komödie am Kurfürstendamm.

Le Theater am Kurfürstendamm est le plus grand des théâtres privés de Berlin. Il est situé sur une des célèbres avenues berlinoises, la Kurfürstendamm.
C'est dans le lieu où se tint la Berliner Secession de Max Liebermann que fut inauguré le 8 octobre 1921, le théâtre de comédies sur la Kurfürstendamm. On y joua, pour l'occasion, la pièce Ingeborg, de l'auteur suisse de langue allemande, Kurt Goetz qui y interpréta un des rôles. 
C'est l'architecte hongrois, Oskar Kaufmann, qui réalisa la transformation du bâtiment en salle de théâtre. Il était devenu un spécialiste en réalisant notamment les salles berlinoises de l'Opéra Kroll et du théâtre de la Renaissance. Les mosaïques et les peintures du plafond furent réalisées par l'artiste César Klein.
En 1928, l'inspection des théâtres fit fermer la salle pour des raisons de sécurité. Elle fut réaménagée par Oskar Kaufmann et fut rouverte au début des années 1930 avec Max Reinhardt comme directeur et metteur en scène. Il resta à ce poste jusqu'en 1942. Il fut destitué de ce poste par les Nazis qui y placèrent un des leurs, un certain Wolffer, mais en 1943, le théâtre fut détruit à la suite de bombardements aériens alliés sur Berlin.
En 1946, le théâtre fut reconstruit. Il rouvrit en 1947 avec une pièce de Shakespeare, Le Songe d'une nuit d'été. En 1949, on y joua une autre pièce de Shakespeare, Hamlet.
En 2006, la résiliation du bail du théâtre du Kurfürstendamm par le Real Estat', filiale de la Deutsche Bank, fut un choc, mais le soutien du public encouragea l'équipe administrative et se battre pour sauver le théâtre et sa programmation. En 2008, le théâtre fut vendu par le fonds d'investissements privé Fortress Investment Group au groupe Ballymore Properties qui a un projet de salle de spectacle de 650 places.

## Personnalités liées à ce théâtre
(Liste non exhaustive)
Réalisateurs
- Erwin Piscator ;
- Giorgio Strehler ;

auteurs
- Alan Ayckbourn ;
- Curth Flatow ;
- Neil Simon ;

Décorateurs
- Caspar Neher

Acteurs
- Tilla Durieux ;
- Therese Giehse ;
- Johannes Heesters ;
- Hanne Hiob ;
- Rolf Hochhuth ;
- Susanne Lothar ;
- Brigitte Mira ;
- Günter Pfitzmann ;
- Peer Schmidt ;
- Jörg Schüttauf ;
- Cordula Trantow ;
- Gisela Uhlen ;
- Agnes Windeck.